# 296968 Ignatianum
296968 Ignatianum este un asteroid din centura principală, descoperit pe 12 martie 2010, de K. Černis, J. Zdanavičius.